# Zidarstvo
Zidarstvo predstavlja izgradnju građevina od pojedinačnih jedinica koje se često postavljaju i vežu žbukom; pojam zidanje može se odnositi i na same jedinice. Uobičajeni materijali zidane konstrukcije su cigla, građevinski kamen poput mramora, granita i vapnenca, lijevanog kamena, betonskoga bloka, staklenoga bloka i ćerpiča. Zidarstvo je uglavnom visoko izdržljiv oblik gradnje. Međutim, upotrebljeni materijali, kvaliteta žbuke i izrada, kao i obrazac sklapanja jedinica mogu značajno utjecati na trajnost cjelokupne zidane konstrukcije. 

## Vanjske poveznice
- zidane konstrukcije Hrvatska tehnička enciklopedija, portal hrvatske tehničke baštine. LZMK